# Nomia expulsa
Nomia expulsa är en biart som beskrevs av Cockerell 1918. Nomia expulsa ingår i släktet Nomia och familjen vägbin. Inga underarter finns listade i Catalogue of Life.